# Walla Walla County
Walla Walla County ist ein County im Bundesstaat Washington mit 62.584 Einwohnern laut der Volkszählung im Jahr 2020. Der Sitz der Countyverwaltung (County Seat) befindet sich in Walla Walla.

## Geographie
Das County hat eine Fläche von 3365 Quadratkilometern, davon sind 3291 Quadratkilometer Land- und 74 Quadratkilometer (2,21 Prozent) Wasserfläche. Das County wird vom Office of Management and Budget zu statistischen Zwecken als Walla Walla, WA Metropolitan Statistical Area geführt.

## Wirtschaft
Die Gegend um Walla Walla zählt zu den wichtigsten Weinanbaugebieten der Vereinigten Staaten, da hier nahezu 30 Weingüter produzieren. Außerdem wird Weizen und Gemüse angebaut.

## Demografische Daten

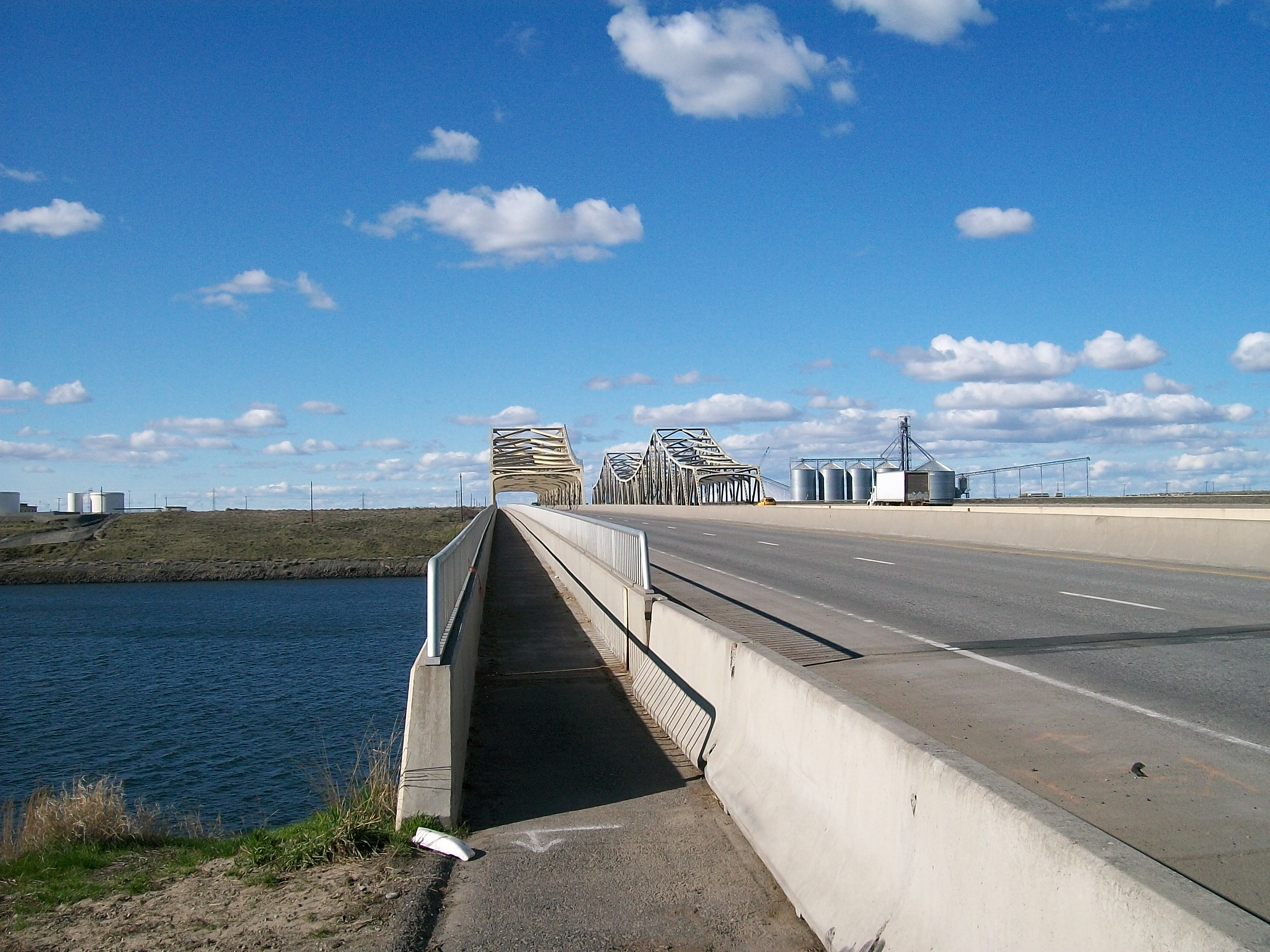
Die Vaughn Hubbard Bridge über den Snake River

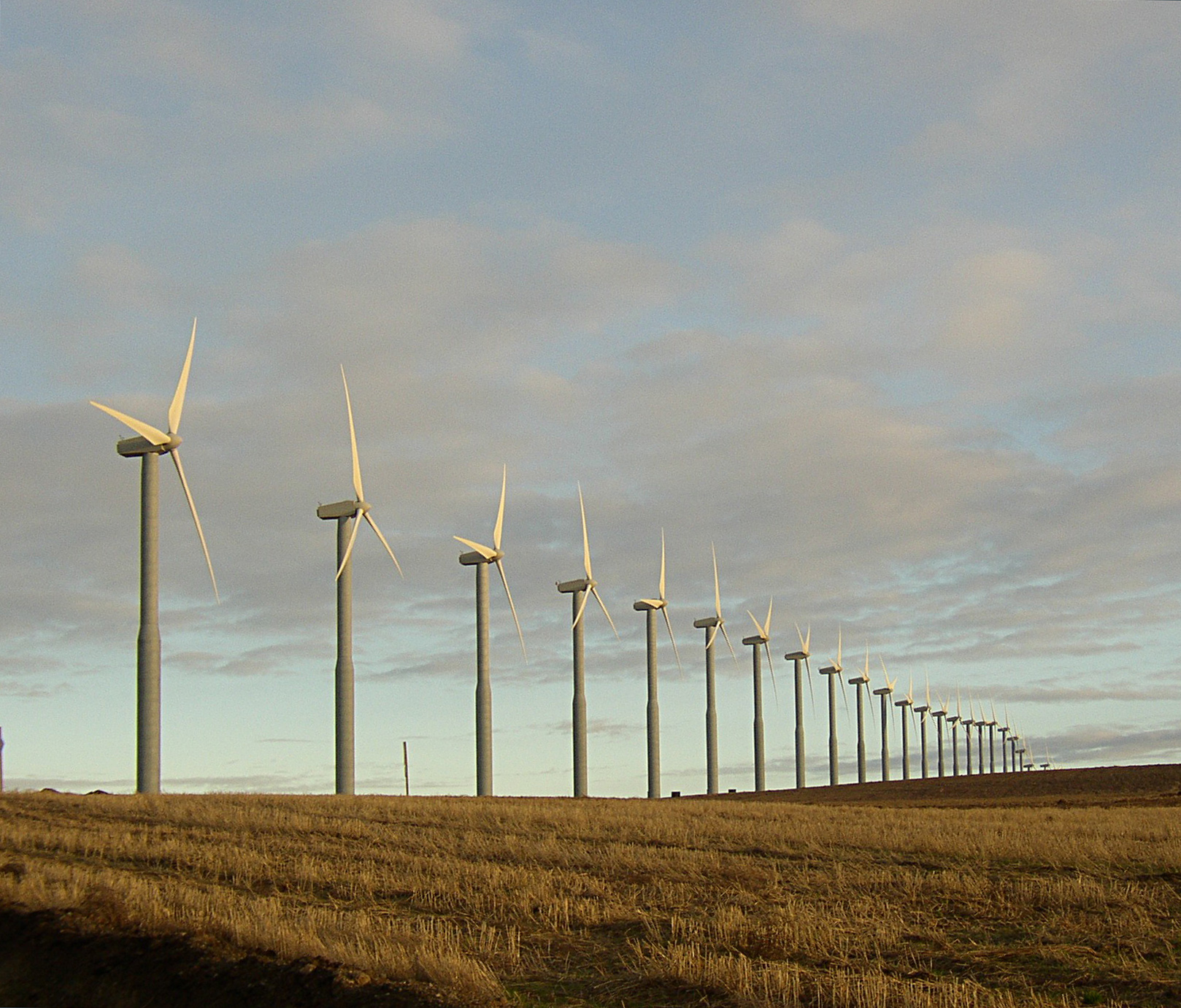
Windpark entlang des Walla Walla Rivers

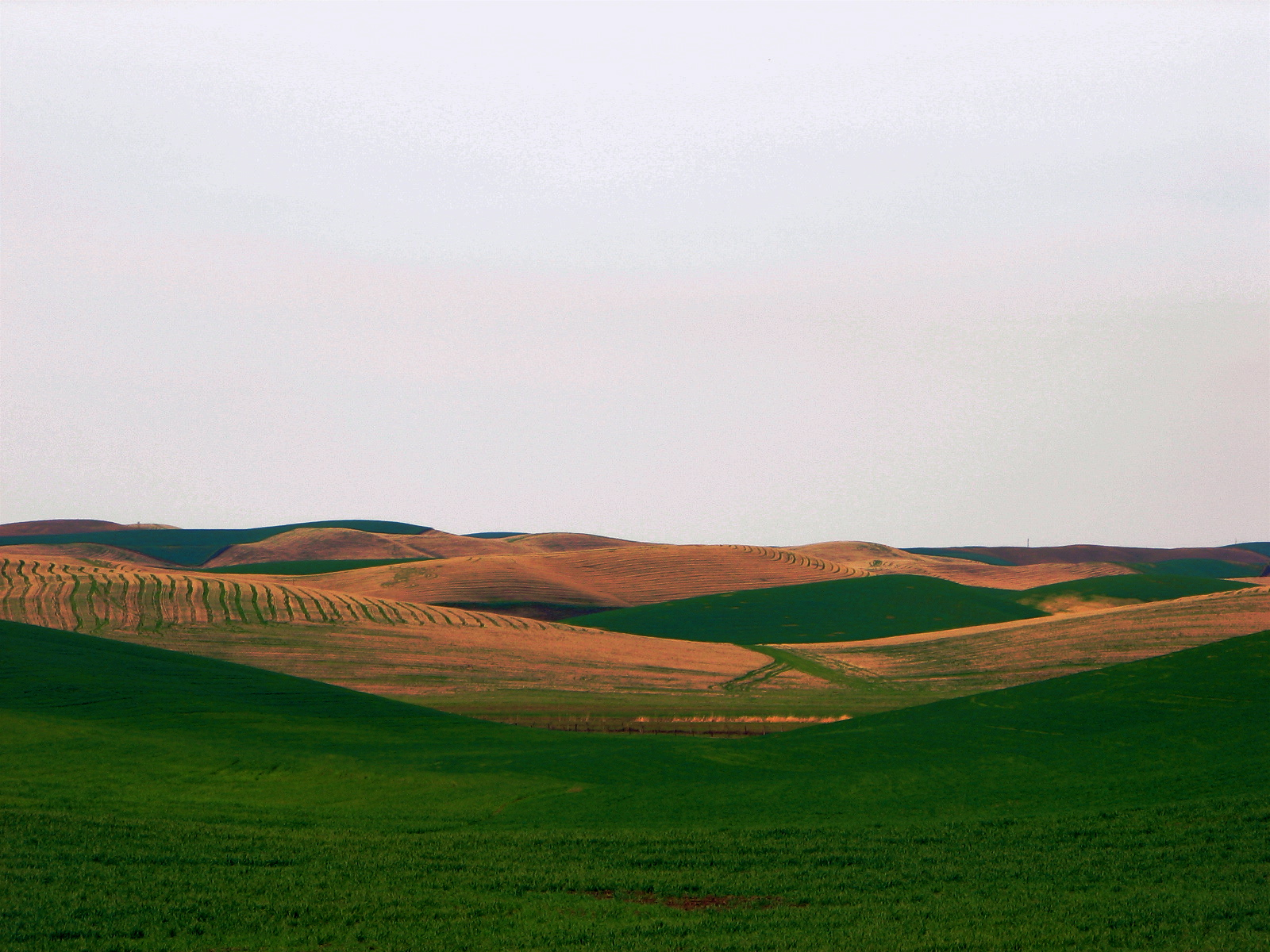
Das Walla Walla Valley

Nach der Volkszählung im Jahr 2000 lebten im County 55.180 Menschen. Es gab 19.647 Haushalte und 13.242 Familien. Die Bevölkerungsdichte betrug 17 Einwohner pro Quadratkilometer. Ethnisch betrachtet setzte sich die Bevölkerung zusammen aus 85,32 % Weißen, 1,69 % Afroamerikanern, 0,84 % amerikanischen Ureinwohnern, 1,11 % Asiaten, 0,22 % Bewohnern aus dem pazifischen Inselraum und 8,24 % aus anderen ethnischen Gruppen; 2,57 % stammten von zwei oder mehr ethnischen Gruppen ab. 15,68 % der Bevölkerung waren spanischer oder lateinamerikanischer Abstammung.
Von den 19.647 Haushalten hatten 32,10 % Kinder und Jugendliche unter 18 Jahre, die bei ihnen lebten. 54,00 % waren verheiratete, zusammenlebende Paare, 9,50 % waren allein erziehende Mütter. 32,60 % waren keine Familien. 27,10 % waren Singlehaushalte und in 12,40 % lebten Menschen im Alter von 65 Jahren oder darüber. Die Durchschnittshaushaltsgröße betrug 2,54 und die durchschnittliche Familiengröße lag bei 3,08 Personen.
Auf das gesamte County bezogen setzte sich die Bevölkerung zusammen aus 24,60 % Einwohnern unter 18 Jahren, 13,40 % zwischen 18 und 24 Jahren, 26,50 % zwischen 25 und 44 Jahren, 20,80 % zwischen 45 und 64 Jahren und 14,80 % waren 65 Jahre alt oder darüber. Das Durchschnittsalter betrug 35 Jahre. Auf 100 weibliche Personen kamen 103,80 männliche Personen, auf 100 Frauen im Alter ab 18 Jahren kamen statistisch 102,90 Männer.

Das jährliche Durchschnittseinkommen eines Haushalts betrug 35.900 USD, das Durchschnittseinkommen der Familien betrug 44.962 USD. Männer hatten ein Durchschnittseinkommen von 34.691 USD, Frauen 24.736 USD. Das Prokopfeinkommen betrug 16.509 USD. 15,10 % der Bevölkerung und 10,20 % der Familien lebten unterhalb der Armutsgrenze. 18,80 % davon waren unter 18 Jahre und 8,20 % waren 65 Jahre oder älter.